# Lola, Guineea
Lola   este un oraș  în  partea de sud-est a Guineei,  în regiunea  Nzérékoré. Este reședința prefecturii omonime.